# Newark Light Rail
Newark Light Rail is het semimetronet in de Amerikaanse stad Newark (New Jersey). Het normaalsporige net met een lengte van 10,0 kilometer wordt door NJT (New Jersey Transit) geëxploiteerd.

## Geschiedenis
Vervoer ging in 1880 met paardentrams van start, in 1890 gevolgd door de elektrische tram. De eerste korte tunnelsectie opende in 1916, als onderdeel van de Public Service Terminal. Op 3 oktober 1934 werd het eerste deel van de Newark City Subway in gebruik genomen, dit was de start van het huidige semimetronet. Pas in 1980 ging de exploitatie over naar NJT.

## Netwerk
Het netwerk bestaat uit (in 2024) 2 lijnen, te weten de vooroorlogse Newark City Subway (NCS) en de in 2006 in gebruik genomen Broad Street Extension. De NCS heeft ook een spitsuurversterking tussen de haltes Penn Station en Branch Brook Park. Deze lijnen starten/eindigen bij het spoorstation Newark Penn Station met onder meer een verbinding naar New York via een lijn van de Port Authority Trans-Hudson.

## Materieel
In Newark wordt van hetzelfde materieel gebruik gemaakt als de Hudson-Bergen Light Rail, zij het met kleine verschillen. De  21 voertuigen van Kinki Sharyo gingen in 2001 in dienst. Ze zijn driedelig en zijn van het type tram met opgelegde bak.

## Galerij

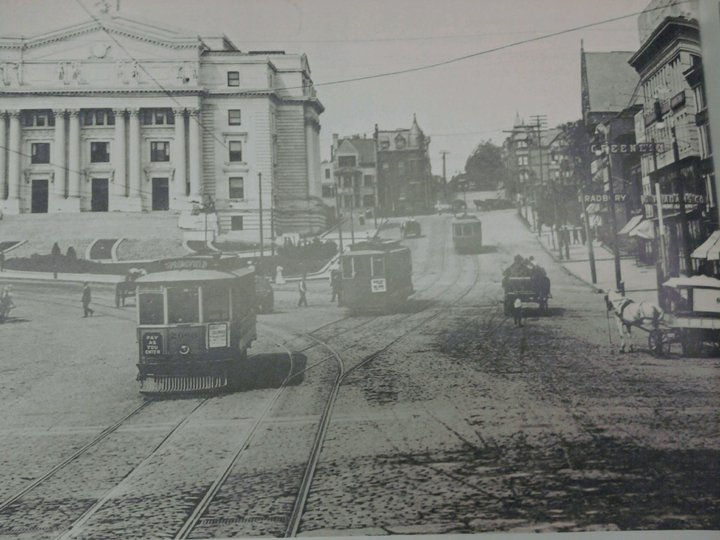
Trams rond 1900
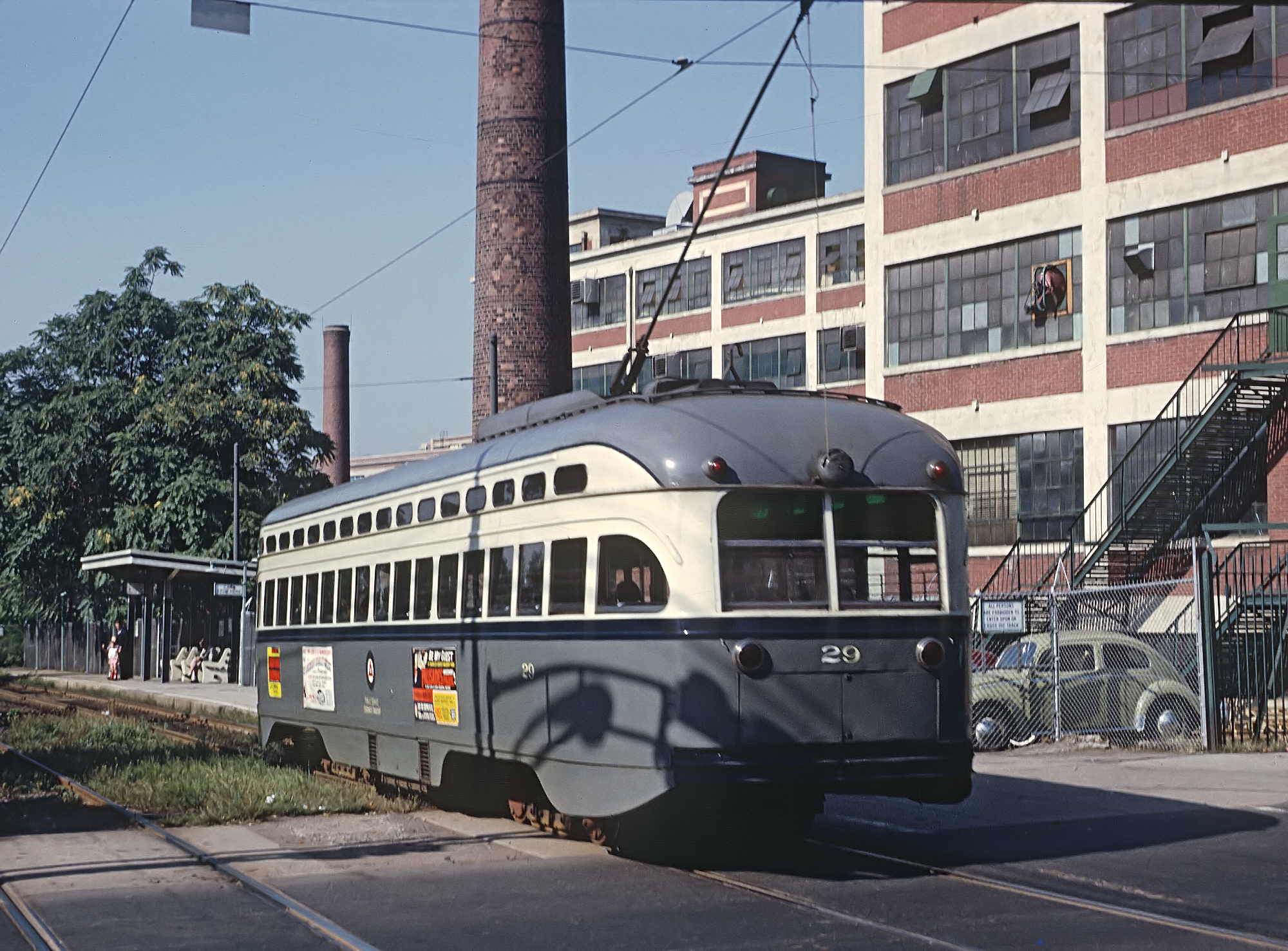
Een PCC in 1965
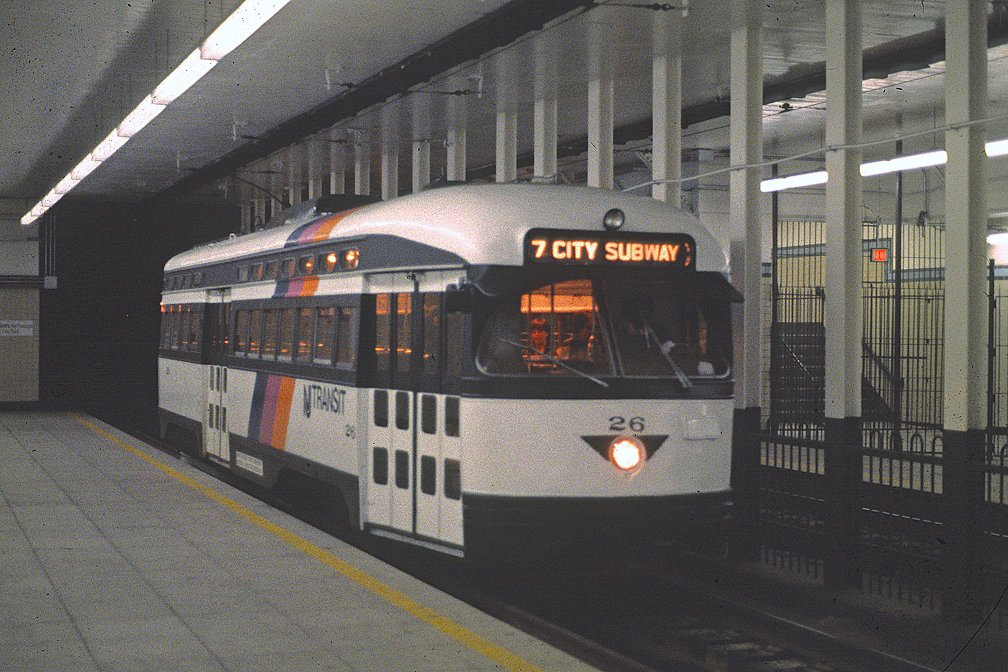
Een PCC in 1985
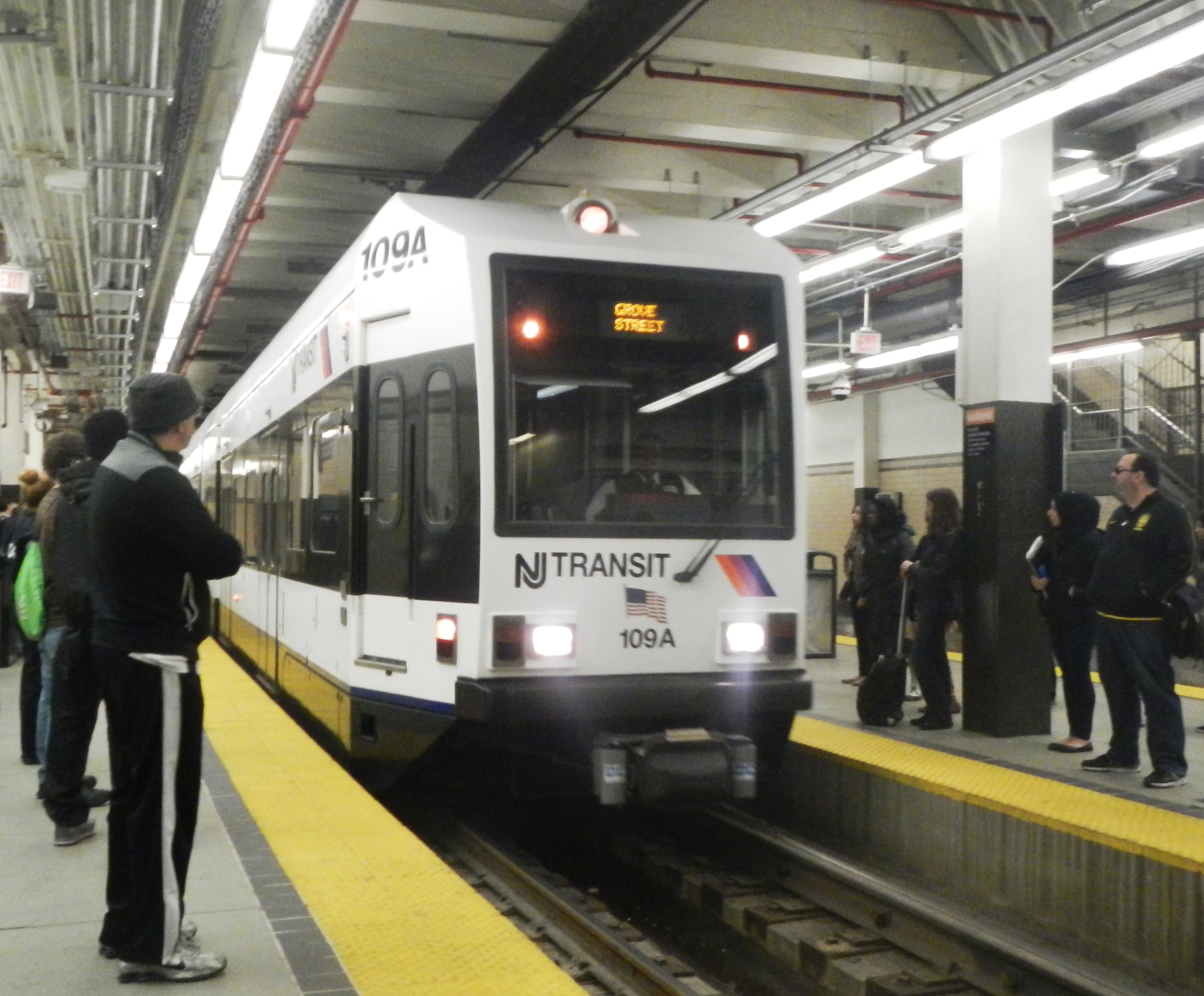
Kinki Sharyo tram
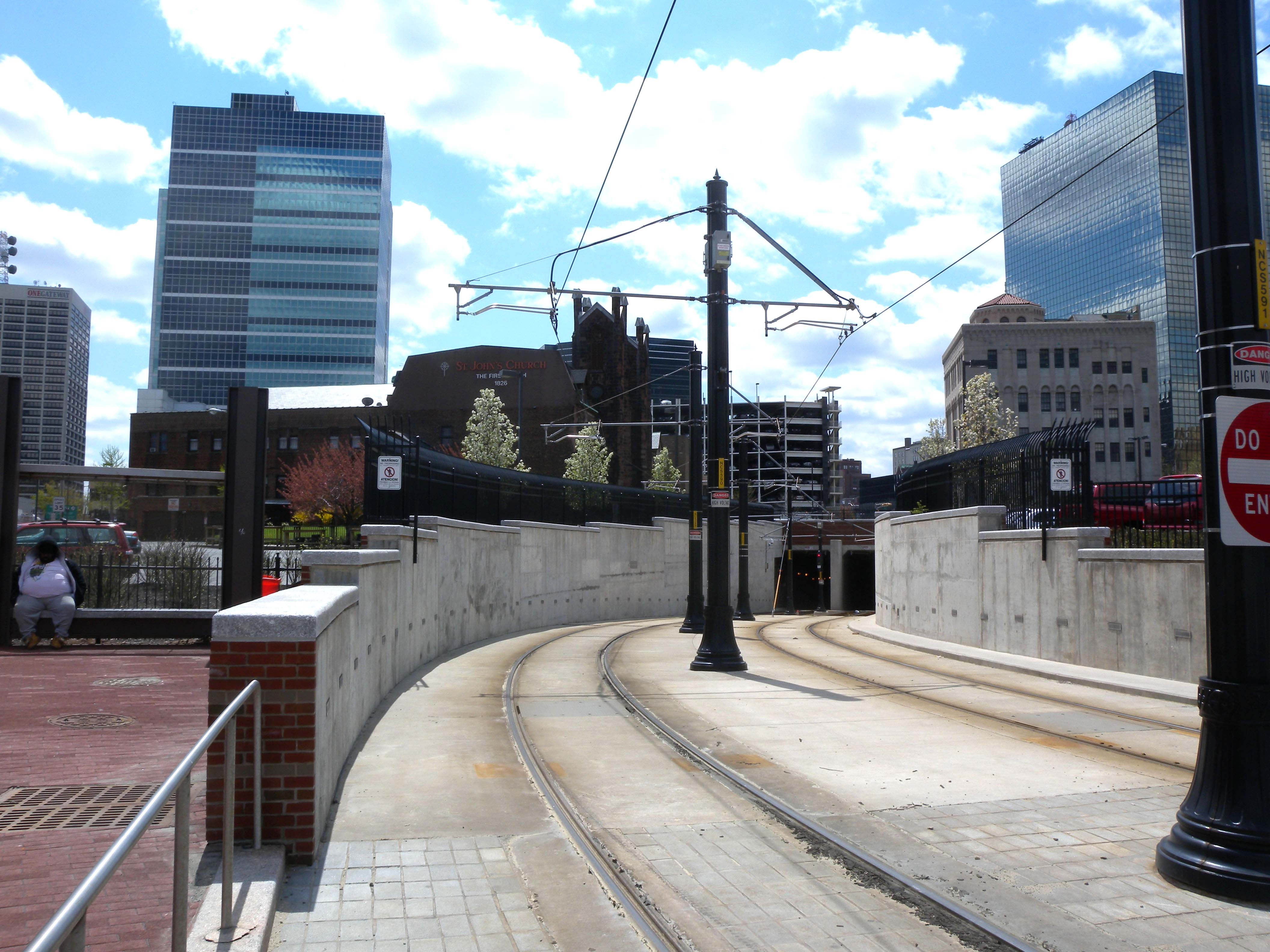
De Broad Street lijn